# Otholobium hamatum
Otholobium hamatum là một loài thực vật có hoa trong họ Đậu. Loài này được (Harv.) C.H.Stirt. miêu tả khoa học đầu tiên.